# 朗格瑙
朗格瑙（德語：Langenau，發音：[ˈlaŋənaʊ] ⓘ）是德国巴登-符腾堡州蒂宾根行政区山地-多瑙县的城市，面积75.03平方千米，2023年12月31日人口为15,792人。